# Petőfiszállás
Petőfiszállás este un sat în districtul Kiskunfélegyház, județul Bács-Kiskun, Ungaria, având o populație de 1.531 de locuitori (2011). 

## Demografie
Componența etnică a satului Petőfiszállás
     Maghiari (98,88%)
     Necunoscut (0,77%)
     Germani (0,35%)
     Alții (0,77%)
Componența confesională a satului Petőfiszállás
     Romano-catolici (75,83%)
     Fără religie (5,49%)
     Reformați (1,83%)
     Necunoscută (16,46%)
     Atei (0,39%)
     Alte religii (0,2%)
Conform recensământului din 2011, satul Petőfiszállás avea 1.531 de locuitori. Din punct de vedere etnic, majoritatea locuitorilor (98,88%) erau maghiari. Apartenența etnică nu este cunoscută în cazul a 0,77% din locuitori.  Din punct de vedere confesional, majoritatea locuitorilor (75,83%) erau romano-catolici, existând și minorități de persoane fără religie (5,49%) și reformați (1,83%). Pentru 16,46% din locuitori nu este cunoscută apartenența confesională.